# MK Art Studio
МК Арт Студио је продуцентска кућа из Београда регистрована за производњу аудио и аудио-визуелних садржаја и дела. Продукцију је основао Марко Ковач.

## Филмска, телевизијска и видео продукција
- Филмски серијал Потписани
- Мини ТВ серија Подбрадак потписаних
- Музички спотови Вуду Попаја[1][2][3]

## Музичка и аудио продукција
- Студијски албум Вуду Попаја - Стереопороза[4]